# Eric Brook
Eric Fred Brook (Mexborough, 27 novembre 1907 – Wythenshawe, 29 marzo 1965) è stato un calciatore inglese, di ruolo ala.
Con i suoi 177 gol è il secondo miglior marcatore della storia del Manchester City, superato solo da Sergio Agüero.

## Caratteristiche tecniche
Ala sinistra molto veloce, era dotato di un tiro molto potente e preciso nei tiri da fermo; era specializzato nei calci di rigore.

## Carriera

### Gli inizi nel Barnsley
Dopo aver giocato a livello amatoriale nel Wath Athletic, Brook ha iniziato la sua carriera come calciatore professionista con il Barnsley nel 1925, giocando come ala sinistra. Dopo tre stagioni, nelle quali scende in campo in totale 78 volte segnando 18 gol, nel 1928 viene venduto insieme al compagno di squadra Fred Tilson al Manchester City per una cifra complessiva di £6,000; i due debuttano entrambi il 17 marzo dello stesso anno in una partita contro il Grimsby Town Fooball Club.

### Il passaggio al Manchester City
Brook segnò la sua prima rete con la nuova maglia in una vittoria per 5–3 contro il Clapton Orient; complessivamente la sua prima stagione si chiude con 12 presenze e 2 reti, che aiutano la squadra a guadagnare la promozione in First Division. Nella stagione successiva, la prima in carriera in massima serie, scende in campo in 42 occasioni segnando anche 14 gol; nella stessa stagione grazie alle sue doti riesce anche a meritarsi l'esordio in Nazionale, in una vittoria per 3-0 contro l'Irlanda: in carriera vestirà la maglia della Nazionale per un totale di 18 volte, mettendo a segno anche 10 gol.
Nella stagione 1929-1930 gioca ancora stabilmente da titolare nel Manchester City, che in quell'anno ottiene un terzo posto in campionato, mentre l'anno seguente, anche a causa della sostituzione di Tommy Johnson con lo scozzese Dave Halliday (proveniente dall'Arsenal), la squadra non va oltre l'ottavo posto in classifica; Brooke riesce comunque ad essere il miglior marcatore della squadra, grazie alle 16 reti messe a segno.
Negli anni seguenti, il City continua ad ottenere piazzamenti di metà classifica in campionato, ottenendo però diverse soddisfazioni in FA Cup: nell'edizione del 1933, infatti, riesce ad arrivare in finale, dove però viene sconfitto per 3-0 dall'Everton. L'anno seguente, anche grazie alle ottime prestazioni offerte da Brook, autore di uno dei gol con cui la squadra di Manchester si impone per 2-1 sul Portsmouth, vincendo così il trofeo.
Nella stagione 1934-1935 Brook segna altre 17 reti, contribuendo al quarto posto in classifica della sua squadra, a dieci punti dalla capolista Arsenal. Dopo un nono posto nella stagione successiva (con altri 13 gol di Brook), nel campionato 1936-1937 il City vince il primo storico titolo nazionale della propria storia, grazie ai 30 gol di Doherty ed ai 20 di Brook, secondo miglior realizzatore della squadra.

### Il ritiro e gli ultimi anni
Al termine della stagione 1939-1940 Brook si ritira, dopo aver disputato un totale di 450 partite con 158 gol in campionato (499 presenze e 179 gol comprendendo anche le altre competizioni) con la maglia del Manchester City. Dopo aver abbandonato il calcio, diventò un autista di autobus nella sua città natale, Mexborough. In seguito lavorò anche come barista ad Halifax e come manovratore di gru. Morì in casa propria, a Wythenshawe, il 29 marzo 1965.

## Palmarès

### Club

#### Competizioni nazionali
- Campionato inglese: 1

Manchester City: 1936-1937
- Community Shield: 1

Manchester City: 1937